# Giovanni de Riu
Giovanni de Riu (Macomer, Itália, 10 de março de 1925 – Stresa, 11 de dezembro de 2008) foi um automobilista italiano que participou do Grande Prêmio da Itália de 1954 de Fórmula 1, mas não conseguiu se classificar para o grid de largada.